# National Historic Landmark

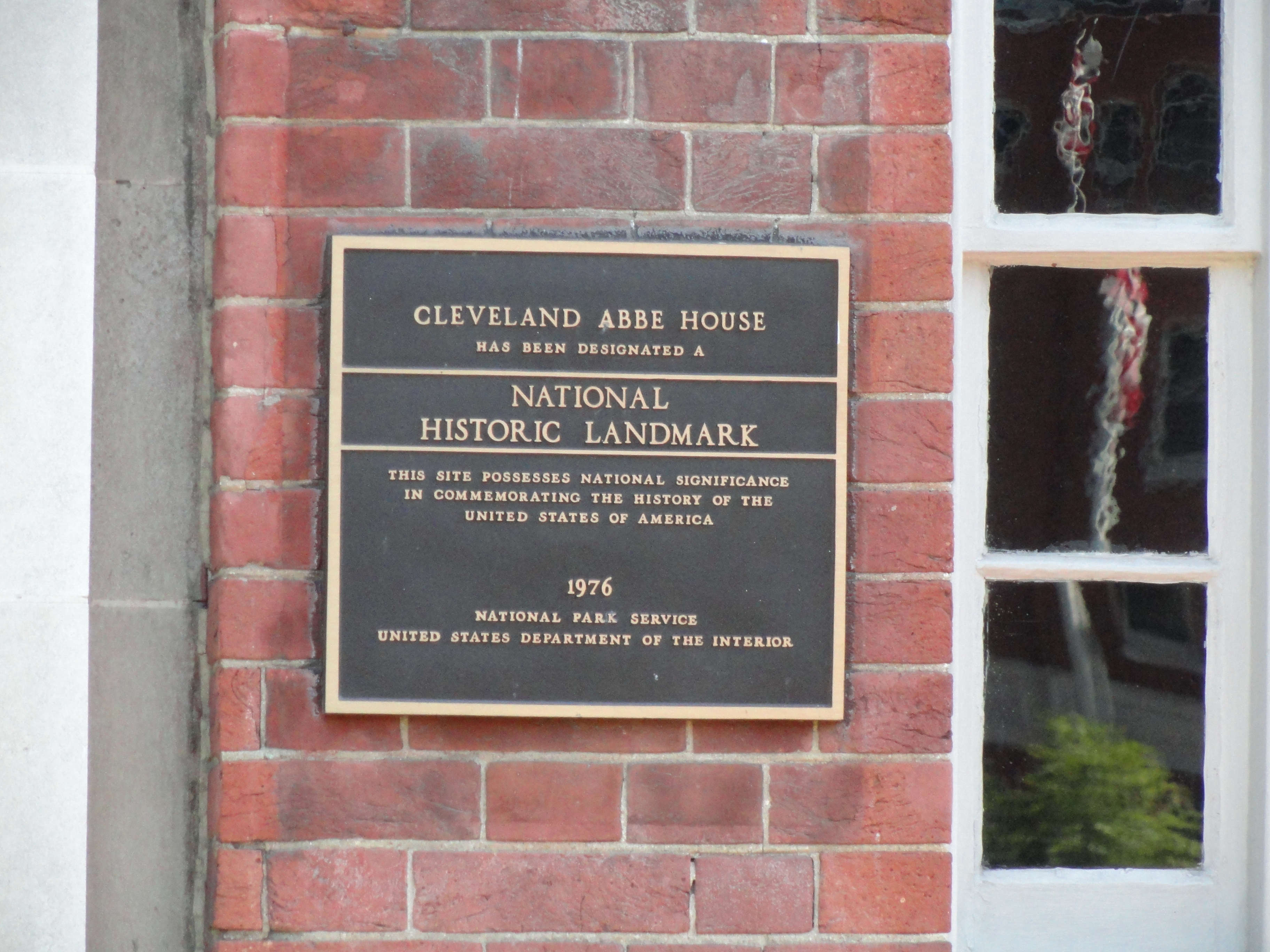
Plaketa označující objekt jako Národní historickou památkou Spojených států. Na obrázku je plaketa která se nachází před Abbe House v Clevelandu

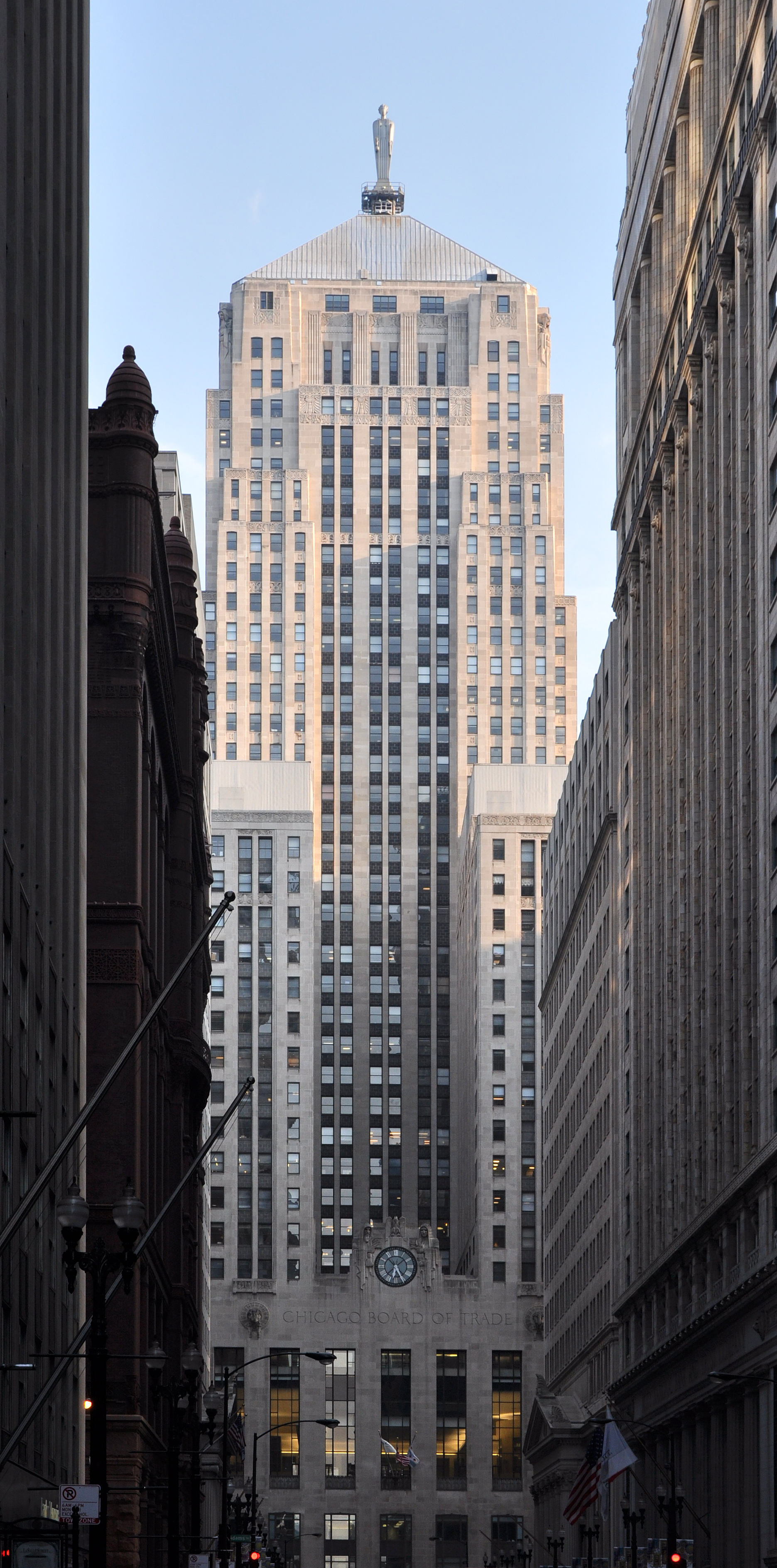
Mrakodrap The Chicago Board of Trade Building se nachází v Chicagu, Illinois a je ikonickou památkou Chicaga a Spojených států amerických

Národní historická památka Spojených států amerických, v angličtině National Historic Landmark (NHL) je budova, stavební plocha, struktura nebo objekt, který je oficiálně uznán vládou Spojených států kvůli jeho historickému významu. Kolem 85 000 míst je zapsáno na seznamu Národního registru historických míst Spojených států amerických (National Register of Historic Places), ale jen přibližně 2500 míst bylo uznáno jako Národní historická památka Spojených států amerických.
A National Historic Landmark District (NHLD) – Národní historická památka je historická oblast nebo čtvrť, která obdržela podobné uznání. Čtvrť se může skládat z více budov, stavebních ploch, struktur nebo objektů. 

## Kritéria
Titul National Historic Landmark je udělován Ministerstvem vnitra USA, protože se jedná o:
- Místo, kde nastala událost národního významu;
- Místo, kde žili nebo pracovali významní lidé;
- Ikony ideálů, podle kterých se formoval národ;
- Vynikající příklady architektury nebo konstrukce;
- Místa charakterizující způsob života v historii;
- Archeologická naleziště, ze kterých se zjistily nové informace.

## Shrnutí aktuálních NHL objektů
Většina NHL budov se nachází ve Spojených státech amerických. Některé NHL jsou v teritoriích USA, přidružených státech USA nebo v ostatních zemích. Přidružené státy jsou například Marshallovy ostrovy nebo Federativní státy Mikronésie. 